# Flughafen Gunsan

i8
i11
i13
Der Flughafen Gunsan (koreanisch 군산공항, englisch Gunsan Airport) ist ein ziviler Flughafen nahe Gunsan in Südkorea. Im Jahr 2020 verzeichnete der Verkehrsflughafen einen Durchsatz von 109.800 Passagieren. Der Flughafen wird derzeit nur von zwei Fluggesellschaften bedient. Die U.S. Kunsan Air Base, Teil der United States Forces Korea, ist an diesen Flughafen angeschlossen und verwendet einen Großteil der technischen Infrastruktur. Des Weiteren verwendet der Stützpunkt dieselben IATA- und ICAO-Codes. Außerdem wird der Flughafen von der südkoreanischen Luftwaffe (RoKAF) benutzt.

## Kunsan Air Base
Auf der Kunsan AB ist mit dem 8th Fighter Wing Wolf Pack ein US-amerikanisches Jagdgeschwader stationiert. Dieses besteht aus dem 35th Fighter Squadron Pantons und dem 80th Fighter Squadron Juvats, die beide mit F-16C/D Block 40 ausgerüstet sind. Die Air Base wird außerdem von der ebenfalls mit F-16 ausgerüsteten 38th Fighter Group der RoKAF benutzt. Zur AFB gehören außerhalb der Kommandostruktur (Verteidigungsministerium › U.S. Pacific Command › U.S. Forces Korea › 7th Air Force) noch folgende Einheiten bzw. Repräsentanzen (Tenant Units): 1st Air Defense Artillery, Area Defense Counsel, American Forces Network, Army & Air Force Exchange Service, Defense Commissary Agency, Kunsan AB AMC Passenger Terminal und Office of Special Investigations (Justiz).
Am Kunsan Air Base arbeiten 2900 Personen.
Wie bei allen U.S.-Luftwaffenstützpunkten im Ausland gibt es eine Wohnanlage und Versorgungseinrichtungen für das U.S.-Personal und deren Angehörige.